# Leighton Clarkson
Leighton Clarkson (Blackburn, 19 oktober 2001) is een Engels voetballer die bij voorkeur als defensieve middenvelder speelt. Hij speelt bij Liverpool.

## Clubcarrière
Op 17 december 2019 debuteerde Clarkson voor Liverpool in de League Cup tegen Aston Villa. Op 4 februari 2020 speelde hij mee in de FA Cup tegen Shrewsbury Town.
Clarkson tekende op 24 juli 2020 een meerjarig contract. Op 9 december 2020 debuteerde hij in de UEFA Champions League tegen FC Midtjylland. Hij speelde de volledige wedstrijd.